# Xynobius humilithorax
Xynobius humilithorax är en stekelart som först beskrevs av Fischer 1963.  Xynobius humilithorax ingår i släktet Xynobius och familjen bracksteklar. Inga underarter finns listade i Catalogue of Life.